# Capito auratus
Capito auratus е вид птица от семейство Capitonidae.

## Разпространение
Видът е разпространен в Боливия, Бразилия, Венецуела, Еквадор, Колумбия и Перу.